# Slittino ai XIII Giochi olimpici invernali
Alle olimpiadi invernali del 1980 di Lake Placid (Stati Uniti), vennero assegnati tre titoli olimpici nello slittino.

## Podi

### Uomini
| Evento                      | Oro                                 | Tempo    | Argento                              | Tempo    | Bronzo                                | Tempo    |
| Singolo maschile (dettagli) | Bernhard Glass                      | 2'54"796 | Paul Hildgartner                     | 2'55"372 | Anton Winkler                         | 2'56"545 |
| Doppio maschile (dettagli)  | Germania Est Hans Rinn Norbert Hahn | 1'19"331 | Italia Peter Gschnitzer Karl Brunner | 1'19"306 | Austria Georg Fluckinger Karl Schrott | 1'19"795 |

### Donne
| Evento                       | Oro          | Tempo    | Argento          | Tempo    | Bronzo           | Tempo    |
| Singolo femminile (dettagli) | Vera Sosulja | 2'36"537 | Melitta Sollmann | 2'37"657 | Ingrīda Amantova | 2'37"817 |

## Medagliere
| Posizione | Paese            |   |   |   | Totale |
| --------- | ---------------- | - | - | - | ------ |
| 1         | Germania Est     | 2 | 1 | 0 | 3      |
| 2         | Unione Sovietica | 1 | 0 | 1 | 2      |
| 3         | Italia           | 0 | 2 | 0 | 2      |
| 4         | Germania Ovest   | 0 | 0 | 1 | 1      |
| 4         | Austria          | 0 | 0 | 1 | 1      |
| Totale    | Totale           | 3 | 3 | 3 | 9      |